# Райо Махадаонда
«Ра́йо Махада́онда» (исп. Club de Fútbol Rayo Majadahonda, испанское произношение: [ˈraʝo maxaðaˈonda]) — испанский футбольный клуб из города Махадаонда, входящего в район (комарку) Ареа-Метрополитана в составе автономного сообщества Мадрид, выступающий в Сегунде Б. Домашние матчи проводит на стадионе «Серро дель Эспино».

## История
Клуб основан в 1976 году и тогда же был в принят в Мадридскую федерацию футбола. На протяжении первых 10 лет клуб то ли дело выступал в низших дивизионах (как правило, регионального уровня) до тех пор, пока не сумел наконец-то пробиться в Терсеру. После успешного сезона 1996/97 клуб начал выступать уже в Сегунде B. 
27 мая 2018 года «Райо Махадаонда» под руководством Антонио Ириондо впервые в своей истории сумела выйти в Сегунду, одержав победу над «Картахеной» в ответном поединке полуфинала чемпионского плей-офф благодаря автоголу на последних секундах матча.

## Участие в чемпионате
- 1 сезон в Сегунде (2018/19)
- 5 сезонов в Сегунде B (1997/98, 2003/04, 2015/16, 2016/17, 2017/18)
- 25 сезонов в Терсере